# Pentobarbital
Il pentobarbital è un barbiturico ad azione rapida che è stato sintetizzato nel 1930 da Volwiler e Tabern (Abbott Laboratories) con il nome commerciale Nembutal®. La sua struttura chimica venne poi modificata da John Lundy, che aggiunse un gruppo solfato e gli diede il nome di Thionembutal®. Il pentobarbital è disponibile sia come acido libero sia come sale di sodio (Pentothal®); quest'ultimo composto è divenuto ben presto il barbiturico più utilizzato come farmaco anestetico. 

## Usi

### Approvazioni
Il pentobarbital è stato approvato dalla FDA, che ne ha previsto l'uso nell'uomo per il trattamento delle crisi epilettiche e nella sedazione pre-operatoria, ma è approvato anche come ipnotico a breve termine.
In Francia e nei Paesi Bassi non è più utilizzato nel trattamento dell'insonnia né come un pre-anestetico. 
L'uso off-label di pentobarbital comprende la riduzione della pressione intracranica nella sindrome di Reye, la cura di lesioni cerebrali traumatiche e l'induzione di coma in pazienti con ischemia cerebrale. Il coma indotto da Pentobarbital è stato approvato in pazienti con insufficienza epatica acuta refrattari al mannitolo. 

### Medicina veterinaria
In medicina veterinaria è utilizzato come anestetico. 
È usato anche per indurre l'eutanasia da solo o, più spesso, in combinazione con agenti complementari come la fenitoina, attraverso soluzioni iniettabili. 

### Suicidio assistito e eutanasia umana
Il pentobarbital è stato ed è tuttora utilizzato per il suicidio assistito riguardante l'essere umano. È usato, a tale scopo, nello Stato americano dell'Oregon e viene utilizzato anche dalle associazioni svizzere Dignitas ed Exit. Il pentobarbital è stato anche utilizzato per questo scopo nel Territorio del Nord dell'Australia, prima che l'eutanasia diventasse illegale in quella regione. 
Nei Paesi Bassi un elisir di pentobarbital viene utilizzato per il suicidio medico-assistito (un'alternativa per quei pazienti che desiderano prendere il barbiturico necessario per l'eutanasia da sé, invece di averlo somministrato per via endovenosa, nel qual caso è utilizzato il tiopentale). Nei Paesi Bassi il pentobarbital non ha alcun uso terapeutico ed è utilizzato solo per questo scopo. 
In genere, quando viene somministrato per via orale per indurre l'eutanasia, viene anche somministrato un farmaco antiemetico circa 30 minuti prima dell'overdose letale di pentobarbital. Ciò avviene perché grandi dosi concentrate di pentobarbital possono causare vomito. 
Negli Stati Uniti, più precisamente in Oklahoma e Tennessee, già per due volte il pentobarbital è stato utilizzato per eseguire una sentenza di condanna a morte tramite iniezione letale.